# Deszcz meteorytów
Deszcz meteorytów – jednoczesny spadek na określonym obszarze dużej liczby meteorytów, pochodzących z rozpadu większego ciała, zazwyczaj bolidu, w atmosferze Ziemi. Deszcz meteorytów jest zjawiskiem lokalnym. Obszar obejmujący upadek deszczu meteorytowego ma kształt elipsy i nazywany jest elipsą rozsiania.